# Miniopterus tristis
Miniopterus tristis is een vleermuis uit het geslacht Miniopterus die voorkomt van de Filipijnen tot Vanuatu. Deze soort omvat vijf ondersoorten: M. t. celebensis Peterson, 1981 op Celebes en Sanana, M. t. grandis Peterson, 1981 bij Lake Sentani in Papoea, M. t. insularis op de eilanden ten oosten van Nieuw-Guinea, M. t. propitristis op het vasteland van Papoea-Nieuw-Guinea en M. t. tristis in de Filipijnen. De drie oostelijke ondersoorten (grandis, insularis en propitristis), die wat kleiner zijn, worden soms tot een aparte soort (M. propitristis) gerekend. M. tristis is de grootste soort van het geslacht.
M. tristis is niet erg algemeen; zo is hij op Nieuw-Guinea meestal minder algemeen dan M. medius en de langvleugelvleermuis (M. schreibersii). In de Filipijnen is de soort gevonden op de eilanden Bohol, Cebu, Guimaras, Leyte, Lubang, Luzon, Mindanao, Negros, Palawan, Samar en Tablas. Daar komt hij voor op kleine hoogte in allerlei habitats. In de omgeving van Nieuw-Guinea is de soort gevonden op Biak-Supiori, Efate, Espiritu Santo, Japen, Kiriwina, mogelijk Manus, Misima, Mussau, Nieuw-Brittannië, Nieuw-Ierland, Nendö, Nggela Sule, Rennell, San Cristobal en Woodlark.
In onderstaande tabel zijn maten van M. tristis uit drie verschillende gebieden opgenomen.
| Populatie                            | Aantal exemplaren | Kop-romplengte (mm) | Staartlengte (mm) | Voorarmlengte (mm) | Tibialengte (mm) | Achtervoetlengte (mm) | Oorlengte (mm) | Gewicht (g) |
| ------------------------------------ | ----------------- | ------------------- | ----------------- | ------------------ | ---------------- | --------------------- | -------------- | ----------- |
| Sanana (M. t. celebensis)            | 9                 | 63,8-72,4           | 61,3-71,9         | 51,1-57,7          | 23,7-26,0        | -                     | 13,8-16,1      | 19,0-24,0   |
| Chimbu Province (M. t. propitristis) | 16                | 53,5-70,8           | 52-66,8           | 49,6-55,9          | 21,2 (n=1)       | 9,7-11,2              | 13,3-15,8      | 13,2-15,3   |
| Vanuatu (M. t. insularis)            | 4                 | 51,0-54,2           | 50,5-54,5         | 48,4-48,7          | 20,0-20,5 (n=2)  | -                     | 13,7-14,5      | 11,0-12,0   |